# Soldadura per feix d'electrons

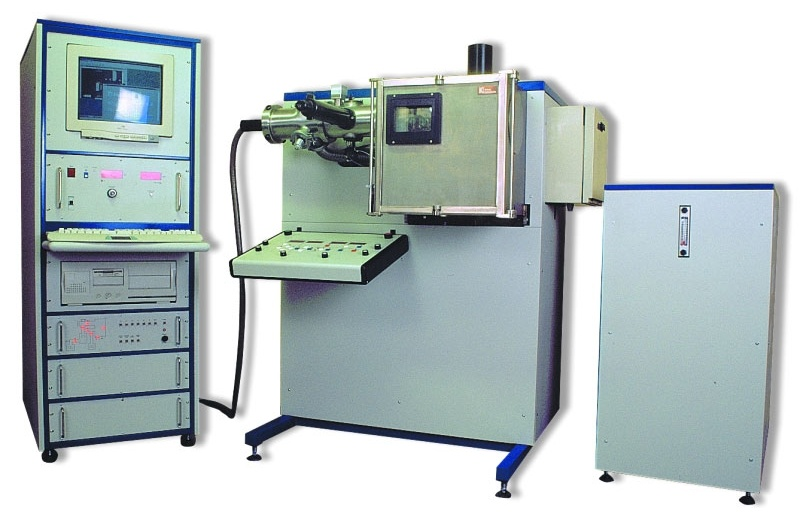
Soldadora per feix d'electrons

La soldadura per feix d'electrons és un procés de soldadura en el qual l'energia requerida per fondre el material és subministrada per un feix d'electrons. Per evitar la dispersió del feix d'electrons la peça de treball és generalment ubicada en una cambra de buit, tot i que s'ha intentat també realitzar soldadura per feix d'electrons a pressió atmosfèrica. La regió afectada per la calor és molt petita. En aquest tipus de soldadura no hi ha material d'aportació. El feix d'electrons s'obté d'un càtode, que sol ser de wolframi, i s'enfoca mitjançant un camp magnètic produït per bobines. La soldadura per feix d'electrons és una branca assentada de la tecnologia de feix d'electrons.